# Château de Garagnone
Le château de Garagnone est un château médiéval en ruine situé dans la municipalité de Spinazzola dans la province de Barletta-Andria-Trani dans les Pouilles,.

## Histoire
Le château se dressait sur une colline abrupte dans une position stratégique pour le contrôle du trafic commercial de la Voie Appienne qui passait à ses pieds, près de l'endroit où devait se trouver autrefois l'ancienne ville peucétienne de Silvium (it).
L'origine du nom Garagnone serait liée à Roberto Guaragna[réf. nécessaire], l'un des chevaliers normands arrivés en Italie en 1048. Construit par la maison de Hauteville et agrandi par Frédéric II de Souabe qui le transforma en domus. Le château de Garagnone communiquait avec le château de Monteserico au moyen de torches à l'approche des ennemis.
En 1532, Charles V de Habsbourg accorda le fief aux Grimaldi de la Principauté de Monaco qui resta leur fief jusqu'en 1641.
Le château fut entièrement détruit par le tremblement de terre de 1731. Aujourd'hui, certaines salles souterraines et une partie des murs de la ville sont encore visibles.
En 2022, le parc national Alta Murgia a lancé la procédure d'achat du château de Garagnone.